# 特拉韋峰
64°17′15″S 59°54′59″W / 64.28750°S 59.91639°W

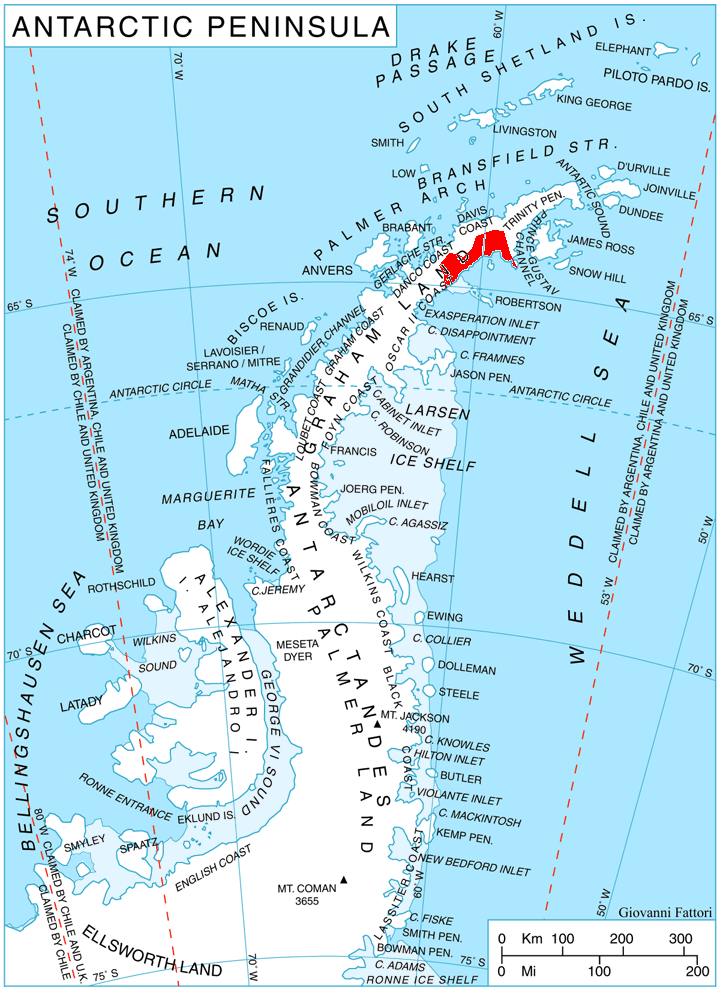

特拉韋峰是南極洲的山峰，位於葛拉漢地，處於奇佩夫冰原島峰西南面6.92公里和達爾扎拉斯峰東北面11.28公里，海拔高度850米，該山峰以保加利亞南部的鄉鎮命名。

## 外部連結
- Trave Peak. （页面存档备份，存于） SCAR Composite Antarctic Gazetteer.